# Калиновик (община)
Община Калиновик (на сръбски: Општина Калиновик) е разположена в Република Сръбска, част от Босна и Херцеговина. Неин административен център е град Калиновик. Общата площ на общината е 678.93 км2. Населението ѝ през 2004 година е 4871 души.
По преброяване от октомври 2013 г. населението наброява 1962 души.